# Мішель Буке
Мішель Буке (Мішель Франсуа П'єр Буке) (фр. Michel François Pierre Bouquet, 6 листопада 1925, Париж — 13 квітня 2022, там само) — французький актор.

## Біографія
Народився 6 листопада 1925 року в Парижі. Під час окупації батько Мішеля був заарештований, і у віці 15-ти років йому довелося перервати навчання і заробляти собі на життя професіями, украй далекими від мистецтва. Проте вже в 1942 році він вступає до Паризької Консерваторії на драматичне відділення і незабаром дебютує на сцені в «Калігулі». З того часу він присвячує своє життя театрові, розглядаючи зйомки в кіно перш за все як спосіб заробити.
Його життя в кінематографі легко ділиться на три періоди. Перші 20 років (1947—1967 рр.) кіно не сприймало Буке серйозно, і актор відповідав йому тим же. Черга епізодичних, прохідних ролей не принесла йому популярності. Лише «Невірна дружина» Клода Шаброля продемонструвала режисерам і глядачеві неординарність дарування актора, і за наступні 10 років він зіграв більш ніж у 30-ти картинах.
З віком Буке набрав «фактуру»; у ці роки він грає перш за все представників буржуазного середовища, по-своєму благородних і майже завжди старомодних людей, в шафі яких частенько збиралася неабияка колекція скелетів. Другий типовий образ — представник Закону, що не гнеться і скрупульозний, що своєю принциповістю доводить ідею Правосуддя до протилежності. Своєрідну двозначність і турбуючу загадковість актора краще всього удавалося використовувати тому ж Шабролю, найвідоміші фільми якого багато в чому зобов'язані своєю неповторною атмосферою саме таланту Буке. В кінці сімдесятих Буке вирішує попрощатися з кіно і повністю присвятити себе театру. Чималу роль в цьому рішенні зіграло і його призначення в 1977 році професором Національної Консерваторії Драматичного Мистецтва, де він прийняв кафедру в самого Жюльена Берто. Всі його останні кіноролі швидше випадкові, рідкісні, і тим самим дорогоцінні — кожна його поява стає подією і, як правило, відзначається преміями. Довгождана поява в «Котлетах» — лише виконання даної Бертрану Бліє обіцянки коли-небудь знятися в його фільмі (адже в п'єсах грав).

## Фільмографія
- 1947 — Мосьє Вінсент (Monsieur Vincent) — туберкульозник, реж. Моріс Клош
- 1947 — Кримінальний відділ (BRIGADE CRIMINELLE), реж. Жильбер Жиль
- 1948 — Манон (MANON), реж. Анрі-Жорж Клузо
- 1948 — Білі лапи (PATTES BLANCHES), реж. Жан Гремійон
- 1951 — Два гроші за фіалки (DEUX SOUS DE VIOLETTES), реж. Жан Ануй
- 1951 — Три жінки (TROIS FEMMES), реж. Андре Мішель
- 1955 — Нельська башта (LA TOUR DE NESLE), реж. Абель Ганс
- 1958 — Пастка (LE PIEGE), реж. Шарль Брабан
- 1960 — Катя (KATIA, The Magnificent Sinner), реж. Роберт Сьодмак
- 1963 — Тигр душиться динамітом (LE TIGRE SE PARFUME A LA DYNAMITE), реж. Клод Шаброль
- 1964 — Особливі прихильності (LES AMITIES PARTICULIERES), реж. Жан Деланнуа
- 1967 — Лам'єль (LAMIEL), реж. Жан Орель
- 1967 — Дорога в Коринф (LA ROUTE DE CORINTHE), реж. Клод Шаброль
- 1967 — Новобрачна бувальщина в чорному (LA MARIEE ETAIT EN NOIR), реж. Франсуа Трюффо
- 1968 — Невірна жінка (LA FEMME INFIDELE), реж. Клод Шаброль
- 1969 — Сирена з Міссісіпі (La sirène du Mississipi) — детектив Комолі, реж. Франсуа Трюффо
- 1969 — Останній стрибок (LE DERNIER SAUT), реж. Едуар Лунц
- 1970 — Борсаліно (BORSALINO), реж. Жак Дере
- 1970 — Поліцейський / (Un condé) — інспектор Фавенен, реж. Ів Буассе
- 1970 — Розлучення (LA RUPTURE), реж. Клод Шаброль
- 1970 — Зворотний відлік (COMPTES A REBOURS), реж. Роже Піго
- 1970 — До початку ночі (JUSTE AVANT LA NUIT), реж. Клод Шаброль
- 1970 — Бродячий настрій (L'HUMEUR VAGABONDE), реж. Едуар Лунц
- 1970 — Тато, кораблики (PAPA LES PETITS BATEAUX), реж. Неллі Каплан
- 1970 — Поліна 1880 (PAULINA 1880), реж. Жан-Луї Берлучеллі
- 1970 — Малпертіус (MALPERTUIS), реж. Гаррі К'юмел
- 1972 — Замах (L'Attentat) — Лемпер, реж. Ів Буассе
- 1972 — Три мільярди без ліфта (TROIS MILLIARDS SANS ASCENSEUR), реж. Роже Піго
- 1972 — Святе сімейство (LA SAINTE FAMILLE), реж. П'єр Коральник
- 1972 — Змій (LE SERPENT), реж. Анрі Верней
- 1972 — Ангели (LES ANGES), реж. Жан Девіль
- 1972 — Немає диму без вогню (IL N'Y A PAS DE FUMEE SANS FEU), реж. Андре Каятт
- 1973 — Змова (LE COMPLOT), реж. Рене Генвіль
- 1973 — Франція, акционерное общество (FRANCE SOCIETE ANONYME), реж. Ален Корно
- 1973 — Знати забороняється (DEFENSE DE SAVOIR), реж. Надін Трентіньян
- 1973 — Великі відчуття ведуть до великої їжі (LES GRANDS SENTIMENTS FONT LES BONS GUEULETONS), реж. Мішель Берні
- 1973 — Двоє в місті (Deux hommes dans la ville) — інспектор Ґуатро, реж. Джозе Джованні[it]
- 1973 — Рука на відсікання (LA MAIN A COUPER), реж. Етьєн Перьє
- 1974 — Динаміт приємно пити (LA DYNAMITE EST BONNE A BOIRE), реж. Гжегож Трембасевіч
- 1974 — Підозрювані (LES SUSPECTS), реж. Мішель Він
- 1975 — Томи (THOMAS), реж. Жан-Франсуа Діон
- 1975 — Поцілунки в понеділок, реж. Мішель Одіар
- 1976 — По той бік страху (AU-DELA DE LA PEUR), реж. Яннік Андрєї
- 1977 — Венсан прив'язує осла поблизу (VINCENT MIT LANE DANS LE PrE), реж. Паоло Зукка
- 1976 — Іграшка (LE JOUET), реж. Франсіс Вебер
- 1978 — Загибель мадам Леман (L'ordre et la sécurité du monde), реж. Клод Д'Анна
- 1978 — В інтересах держави (LA RAISON D'Etat), реж. Андре Каятт
- 1982 — Знедолені (Les Misérables), реж. Робер Оссейн
- 1983 — Втеча вперед (LA FUITE EN AVANT), реж. Крістіан Зербіб
- 1984 — Різдвяна історія (A Christmas Carol), реж. Клайв Донер
- 1985 — Курча під оцтом (POULET AU VINAIGRE), реж. Клод Шаброль
- 1991 — Тото-герой (TOTO LE HEROS), реж. Жако Ван Дормель
- 1991 — Усі ранки світу (TOUS LES MATINS DU MONDE), реж. Ален Корно
- 1993 — Радість життя (LA JOIE DE VIVRE), реж. Пиці Гійо
- 1995 — Еліза (ELISA), реж. Жан Бекер
- 2001 — Як я убив батька (COMMENT J'AI TUE MON PERE), реж. Анн Фонтен
- 2003 — Котлети (LES COTELETTES), реж. Бертран Бліє
- 2005 — Прогулянки по Марсовому полю (Promeneur du champ de Mars, Le)
- 2012 — Ренуар. Останнє кохання (Renoir), реж. Жиль Бурдо